# Завальнюк Інна Яківна
Завальнюк Інна Яківна (нар. 5 жовтня 1968, с. Новоселівка Немирівського району Вінницької області) — українська мовознавиця, доктор філологічних наук (2010), професор (2012), Відмінник освіти України (2003), декан факультету філології й журналістики імені Михайла Стельмаха Вінницького державного педагогічного університету ім. Михайла Коцюбинського.

## Життєпис
Інна Яківна Завальнюк народилася 5 жовтня 1968 року в селі Новоселівка Немирівського району Вінницької області у сім'ї педагогів. З 1975-1985 рр. навчалася в середній школі № 8 м. Вінниці, яку закінчила із золотою медаллю. У 1989 р. закінчила з відзнакою філологічний факультет Вінницького державного педагогічного інституту ім. М. Островського. За направленням Вінницького обласного відділу народної освіти з серпня 1989 року протягом двох років працювала вчителькою української мови і літератури в середній школі № 32 м. Вінниці .
Одружена: чоловік Завальнюк Євгеній Борисович (1964).
Діти: дочка Дарина Завальнюк-Розбіцька (1993); син Ярослав Завальнюк (2002).

## Професійна діяльність
З 1990  – асистент кафедри української мови Вінницького державного педагогічного інституту
1994-1997 – аспірант кафедри української мови Вінницького державного педагогічного університету зі спеціальності 10.02.01 українська мова
1997 - достроково захистила кандидатську дисертацію  «Явища непрямої номінації в українській мові» зі спеціальності 10.02.01 – українська мова
1998-2000 - старший викладач старший викладач кафедри української мови Вінницького державного педагогічного університету.          
2000–2004 доцент кафедри української мови ВДПУ
2004-2006 - завідувач кафедри стилістики й культури мови Вінницького державного педагогічного університету
2006−2009 – докторант кафедри стилістики й культури мови Вінницького державного педагогічного університету імені Михайла Коцюбинського
2009–2011 − завідувач кафедри стилістики й культури мови цього самого університету
2010 – захистила докторську дисертацію «Синтаксичні одиниці в мові української преси початку ХХІ ст.: структура та прагмастилістичні функції» зі спеціальності 10.02.01 – українська мова.
2010 − присвоєно науковий ступінь доктора філологічних наук зі спеціальності 10.02.01 – українська мова
2011 – 2014 – професор кафедри української мови Вінницького державного педагогічного університету імені Михайла Коцюбинського
2012 – присвоєно вчене звання професора кафедри української мови
2014 – 2015 − завідувач кафедри стилістики української мови й журналістики Вінницького державного педагогічного університету імені Михайла Коцюбинського
2015 – дотепер – декан факультету філології й журналістики імені Михайла Стельмаха Вінницького державного педагогічного університету імені Михайла Коцюбинського.

## Наукова, педагогічна та навчально-методична робота
Автор понад 190 наукових і навчально-методичних праць із проблем стилістичного синтаксису, ономасіології, історії української літературної мови.
Бере активну участь у науковому житті України.
- Член спеціалізованої вченої ради із захисту кандидатських дисертацій К 26.062.14 в Національному авіаційному університеті (2011−2014);
- член спеціалізованої вченої ради із захисту докторських дисертацій Д 32.051.02 у Східноєвропейському національному університеті імені Лесі Українки (2019−2020).

Головний редактор фахового видання «Наукові записки Вінницького державного педагогічного університету імені Михайла Коцюбинського. Серія: Філологія (мовознавство)» (2017−2019), член редакційної колегії цього видання (2019−2020). 
Керує науковою роботою аспірантів, здобувачів, магістрантів. Під її керівництвом захищено 3 кандидатські дисертації: О. Петрушенко (2010), Н. Калинюк (2010) та Н. Деренчук (2018), готують дисертації троє аспірантів та здобувач. 
Систематично виступає на міжнародних і всеукраїнських конференціях, здійснює офіційне опонування на захистах дисертацій зі спеціальності 10.02.01 – українська мова: пропопонувала 3 докторські (М. Навальна, Київ, 2012; Н. Кондратенко, Київ, 2012; С. Харченко, Київ, 2018) та 3 кандидатські (Ю. Барабаш, Харків, 2011; Н. Вітрук, Чернівці, 2012; О. Годз, Київ, 2013) наукові праці. Рецензує монографії, автореферати кандидатських і докторських дисертацій, навчальні посібники й програми для вищої школи.
Підготувала 7 переможців всеукраїнських олімпіад і конкурсів: 
- ІІ етапу Всеукраїнської студентської олімпіади з української мови і літератури (Г. Лепко, ІІІ місце, м. Херсон, 2006);
- V Міжнародного мовно-літературного конкурсу учнівської та студентської молоді імені Тараса Шевченка (Г. Рудь, ІІІ місце, м. Київ, 2014);
- ІІ етапу Всеукраїнської студентської олімпіади з української мови і літератури (Т. Марчук, ІІІ місце, м. Київ, 2018);
- VIII Міжнародного мовно-літературного конкурсу учнівської та студентської молоді імені Тараса Шевченка (Г. Мельник, ІІІ місце, м. Київ, 2018);
- ІХ Міжнародного мовно-літературного конкурсу учнівської та студентської молоді імені Тараса Шевченка (Г. Мельник, ІІІ місце, м. Київ, 2019);
- ХІХ Міжнародного конкурсу з української мови імені Петра Яцика (Г. Мельник, ІІІ місце, м. Київ, 2019); ІІ етапу Всеукраїнської студентської олімпіади з української мови і літератури (Г. Мельник, ІІ місце, м. Київ, 2019).

Упродовж 23 років працює з обдарованою шкільною молоддю в Малій академії наук (секція «Українська мова») при Вінницькій обласній станції юних натуралістів. За цей період підготувала 15 призерів ІІІ етапу Всеукраїнського конкурсу-захисту науково-дослідницьких робіт учнів-членів МАН України. 
Постійно підвищує свій професійний і науковий рівень. Стажувалася за кордоном у навчальних закладах Польщі (Кельці, Люблін, червень 2017 р.), Канади (Торонто, березень-квітень 2018 р.) та Болгарії (Варна, травень 2019 р.).

## Звання та нагороди
2003 - нагороджена нагрудним знаком МОН України «Відмінник освіти України»
2006 – нагороджена Почесною грамотою управління освіти і науки Вінницької облдержадміністрації за сумлінну творчу працю, вагомий унесок у справу навчання і виховання підростаючого покоління та з нагоди професійного свята – Дня працівників освіти. 
2007 - нагороджена нагрудним знаком Міністерства освіти й науки України «Василь Сухомлинський»
2004−2009, 2011−2013, 2014−2019 – нагороджена Почесними грамотами Вінницької обласної державної адміністрації й обласної Ради та Грамотами управління освіти і науки Вінницької облдержадміністрації за вагомі здобутки в роботі з обдарованою молоддю та підготовку призерів Всеукраїнського конкурсу науково-дослідницьких робіт учнів-членів МАН
2014, 2015, 2019 – нагороджена Грамотами департаменту освіти і науки Вінницької обласної державної адміністрації за підготовку переможців ІІІ етапу V Міжнародного мовно-літературного конкурсу учнівської та студентської молоді імені Тараса Шевченка та XV і ХІХ Міжнародних конкурсів з української мови імені Петра Яцика.
2015 – нагороджена Подякою Вінницького державного педагогічного університету імені Михайла Коцюбинського за ефективну організацію науково-дослідної роботи студентів ВДПУ імені Михайла Коцюбинського
2017 – нагороджена нагрудним знаком Міністерства освіти й науки України «За наукові та освітні досягнення»
2018 – нагороджена Почесною грамотою Вінницького державного педагогічного університету імені Михайла Коцюбинського за багаторічну сумлінну науково-педагогічну працю, значний унесок у справу навчання й виховання студентів, якісну підготовку висококваліфікованих фахівців. 
2018 – нагороджена Почесною грамотою Вінницької обласної організації профспілки працівників освіти і науки України
2000, 2010, 2016 – занесено на Дошку пошани Вінницького державного педагогічного університету імені  Михайла Коцюбинського.

## Монографії
- Синтаксичні одиниці в мові української преси початку ХХІ ст. : функціональний і прагмалінгвістичний аспекти : монографія / І. Я. Завальнюк. - Вінниця : Нова Книга, 2009. - 400 с.

- Найновіші явища і тенденції у синтаксисі мови української газетної періодики : монографія / І. Я. Завальнюк // Transformations in Contemporary Society : Humanitarian Aspects. – Opole : The Academy of Management and Administration in Opole, 2017. – РР. 108-115.

- Специфіка вдосконалення мовної та мовленнєвої компетентностей на заняттях із дисципліни «Українська мова (за професійним спрямуванням)» : практичний аспект / Інна Завальнюк, Валентина Богатько // European vector of contemporary psychology, pedagogy and social sciences : the experience of Ukraine and the Republic of Poland : Colective monograph. Volume 2. − Sandomierz : Izdevnieciba «Baltija Publishing», 2018. – РP. 29−47.

- Сучасні підходи до вивчення лінгводидактичної терміносистеми в курсі «методики навчання української мови» (з досвіду роботи) / Інна Завальнюк, Валентина Богатько, Ніна Кухар // Contemporary innovative and information technologies of social development: educational and legal aspects. − Katowice School of Technology : мonograph 24. – Katowica : Wydawnictwo Wyższej Szkoły Technicznej w Katowicach, 2019. – РР. 200−207.

- Інтерактивні методи, форми і прийоми у формуванні мовнокомунікативної компетенції студентів-філологів на заняттях із «Культури мови» / Інна Завальнюк, Людмила Прокопчук // Modern Technologies in Education. Collective Scientific Monograph. Opole : The  Academy of Management and  Administration  in  Opole,  2019. – РР. 276−289.

## Навчальні посібники
- Історія української літературної мови: практикум : навчальний посібник / І. Я. Завальнюк, Т. В. Савчук. – Вінниця : «Твори», 2018. – 404 с.

- Прагмастилістика синтаксичних одиниць у засобах масової інформації : тестовий контроль: (збірник завдань) / І. Я. Завальнюк. ‒ Вінниця : ТОВ «Нілан-ЛТД», 2016. ‒ 164 с.

- Синтаксис мови сучасної української газетної періодики : навчальний посібник / І. Я. Завальнюк. – Вінниця : ТОВ «Нілан−ЛТД», 2015. – 312 с.

- Історія української літературної мови: модульний курс : навчальний посібник / І. Я. Завальнюк, Т. В. Савчук. – [вид. 2-ге, доповн. і перероб.]. − Вінниця : Нілан, 2014. – 397 с.

- Історія української літературної мови: модульний курс : навчальний посібник / І. Я. Завальнюк, Т. В. Савчук. – Вінниця : «Ландо» ЛТД, 2012. – 368 с.

- Історія української літературної мови. Тестові завдання : навчально-методичний посібник для самостійної роботи студентів напряму підготовки: 6.020303 Філологія (українська мова і література) освітньо-кваліфікаційного рівня «бакалавр» / І. Я. Завальнюк, Т. В. Савчук. – Вінниця : Вид-во ВДПУ імені Михайла Коцюбинського, 2011. – 123 с.

- Історія української літературної мови : навчально-методичний посібник для самостійної роботи студентів / І. Я. Завальнюк, Т. В. Савчук. – Вінниця : Вид-во Вінницького державного педагогічного університету, 2010. − 320 с.

- Сучасна українська літературна мова. Фонетика. Ч. 2 : посібник із комп’ютерним забезпеченням для тематичного оцінювання знань студентів / І. Я. Завальнюк. − Вінниця : Вид-во ВДПУ ім. Михайла Коцюбинського, 2004. − 73 с.

- Сучасна українська літературна мова. Фонетика (система голосних і приголосних фонем, модифікації голосних і приголосних фонем). Ч. 1 : посібник з комп’ютерним забезпеченням для тематичного оцінювання знань студентів / І. Я. Завальнюк. − Вінниця : Вид-во ВДПУ, 2003. − 63 с.

- Сучасна українська літературна мова. Фонетика. Фонологія : методичні вказівки для студентів філологічного факультету заочної форми навчання / І. Я. Завальнюк. − Вінниця : ВДПУ імені Михайла Коцюбинського, 2000. − 45 с.

- Українська мова. Фонетика. Графіка. Дидактичні ігри з комп’ютерним забезпеченням «Україночка» : посібник для школи / І. Я. Завальнюк, Н. Л. Іваницька, І. М. Лапшина. − Вінниця : ВДПІ, 1993.

- Українська мова. Фонетика: посібник для індивідуальної самостійної роботи / І. Я. Завальнюк, Н. Л. Іваницька, І. М. Лапшина. − Вінниця : ВДПІ, 1992. − 98 с.